# HD115488
HD115488 — подвійна зоря. 
Ця подвійна система має видиму зоряну величину в смузі V приблизно 7,1.
Вона розташована на відстані близько 242,5 світлових років від Сонця.

## Подвійна зоря
Головна зоря цієї системи належить до хімічно пекулярних зір й має спектральний клас A7.
Інша компонента має спектральний клас Зорі спектрального класу .

## Фізичні характеристики
Зоря HD115488 обертається досить швидко навколо своєї осі. Проєкція її екваторіальної швидкості на промінь зору становить Vsin(i)=133км/сек.